# Mohrenkolonnaden

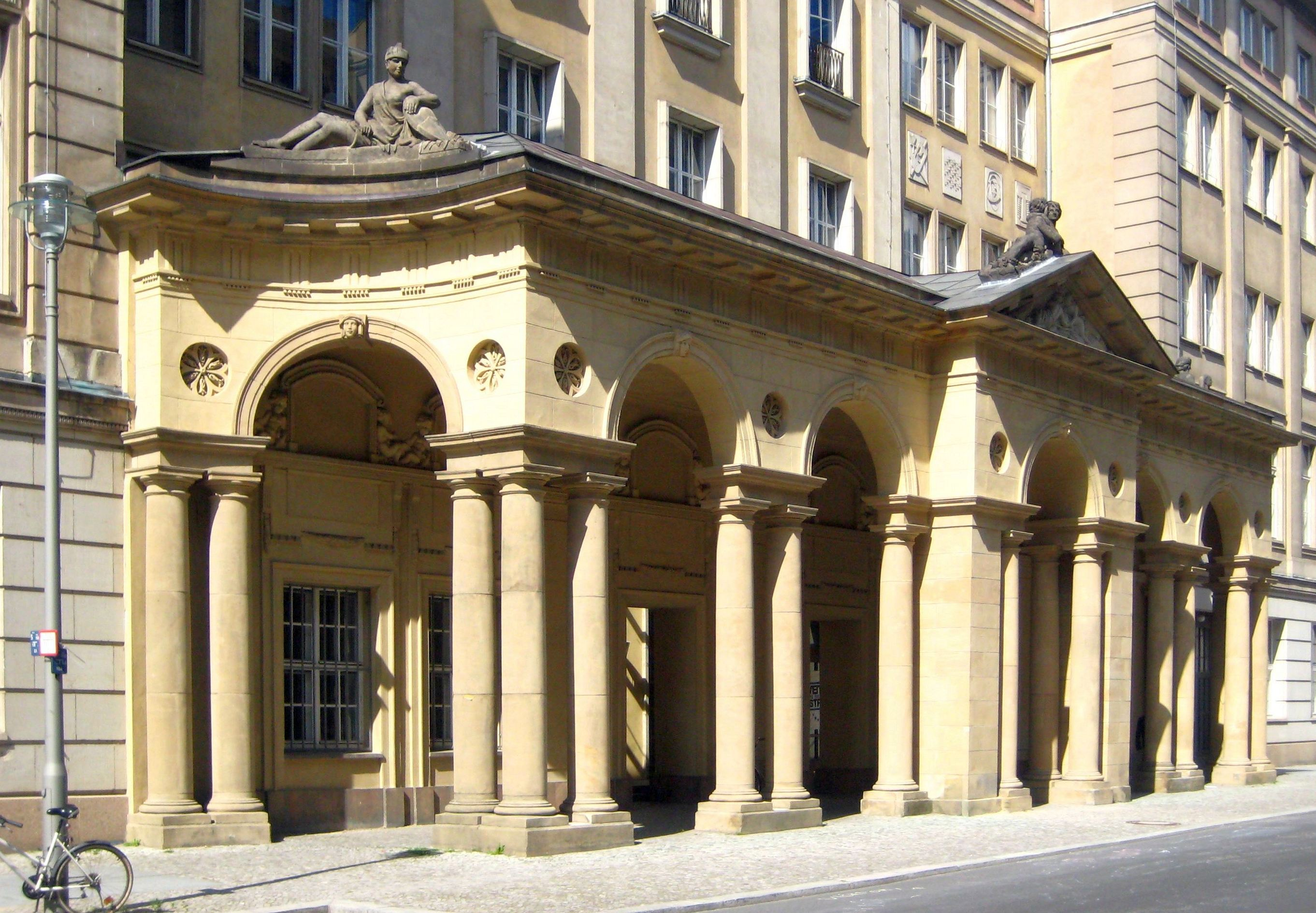
Nördliche Mohrenkolonnade

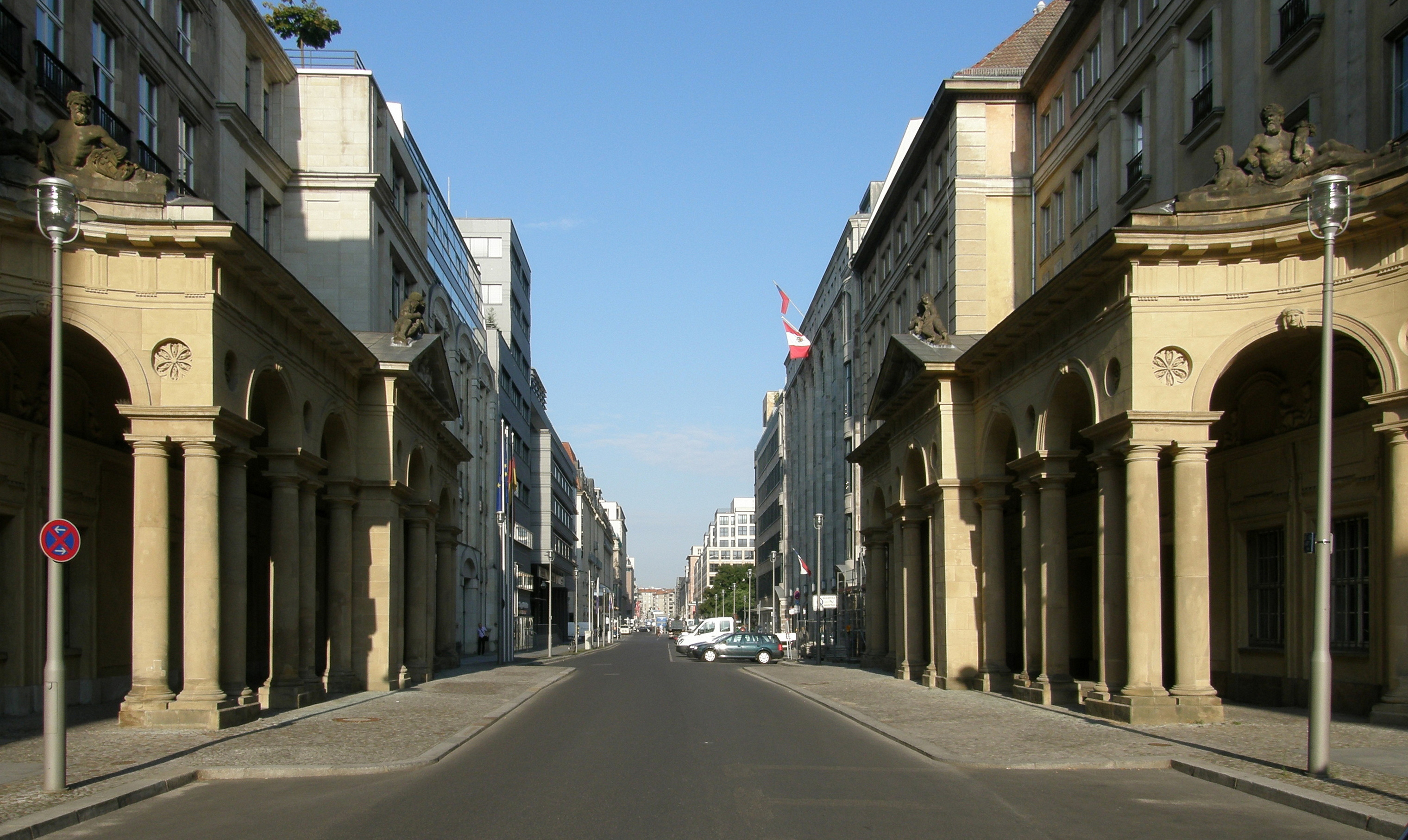
Mohrenkolonnaden beiderseits der Straße

Die Mohrenkolonnaden  sind ein Kulturdenkmal in der zur Umbenennung vorgesehenen Mohrenstraße, das im 18. Jahrhundert als Einzelbauwerk in Alt-Berlin errichtet wurde. Die Kolonnaden waren im Ensemble mit der unmittelbar anschließenden, nicht erhaltenen Brücke über den Festungsgraben konzipiert. Bei späteren Umgestaltungen des gesamten Bereiches der Friedrichstadt (heute zum Berliner Ortsteil Mitte gehörend) blieben sie als Laubengang-artige Vorbauten der hinter ihnen neu errichteten Geschäftshäuser erhalten. Nach Kriegsbeschädigungen wurden die Kolonnaden in den 1950er Jahren restauriert und in den 1990er Jahren saniert.

## Geschichte
Die Kolonnaden wurden im Auftrag des preußischen Königs Friedrich Wilhelm II. nach einem Entwurf des Architekten Carl Gotthard Langhans unter der Leitung von Friedrich Becherer bis zum Jahr 1787 fertiggestellt. Sie standen an der Brücke, die über den Graben der Festung Berlin führte. Ursprünglich wies Berlin fünf ähnliche repräsentative Anlagen auf, von denen lediglich die Mohrenkolonnaden am Originalstandort erhalten geblieben sind. Die Königskolonnaden wurden 1911 in den Kleistpark transloziert; ein Teil der Spittelkolonnaden ist ebenfalls erhalten, befindet sich jedoch nicht mehr an der ursprünglichen Stelle. Nicht erhalten sind die Kolonnaden an der Mühlendammbrücke sowie die an der Jägerbrücke, die die Jägerstraße über den Festungsgraben führte.
Mit der Verfüllung des Festungsgrabens und der regen Bautätigkeit wurden die beiden Mohrenkolonnaden als Vorbauten in die hinter ihnen errichteten Gebäude integriert, sie stehen seitdem vor den Häusern Nummer 37 und Nummer 40/41. Die Kolonnaden ragen etwas in den Fußweg hinein, die Fahrwege verengen sich an dieser Stelle.
In den Rückwänden der Kolonnaden wurden Anfang des 19. Jahrhunderts Läden (im Berliner Volksmund: „Krambuden“) eingerichtet. Sie trugen die Adresse Unter den Kolonnaden und waren durchnummeriert. Einige dieser Läden blieben bei der Errichtung der Geschäftshäuser hinter ihnen erhalten. An ihrer Stelle befinden sich heute Eingänge zu den Gebäuden.

## Architektur

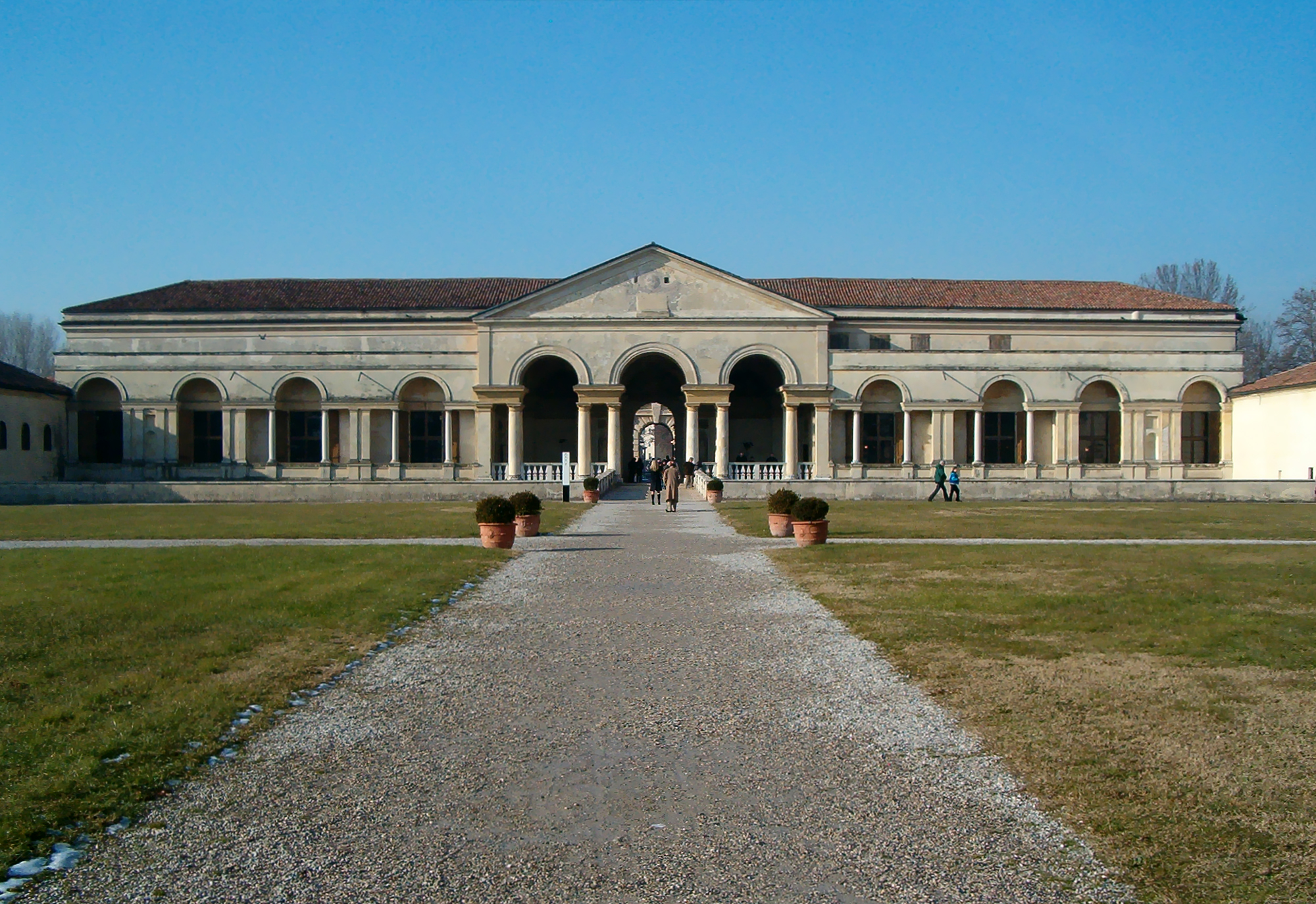
Palazzo del Te, Mantua, um 1530

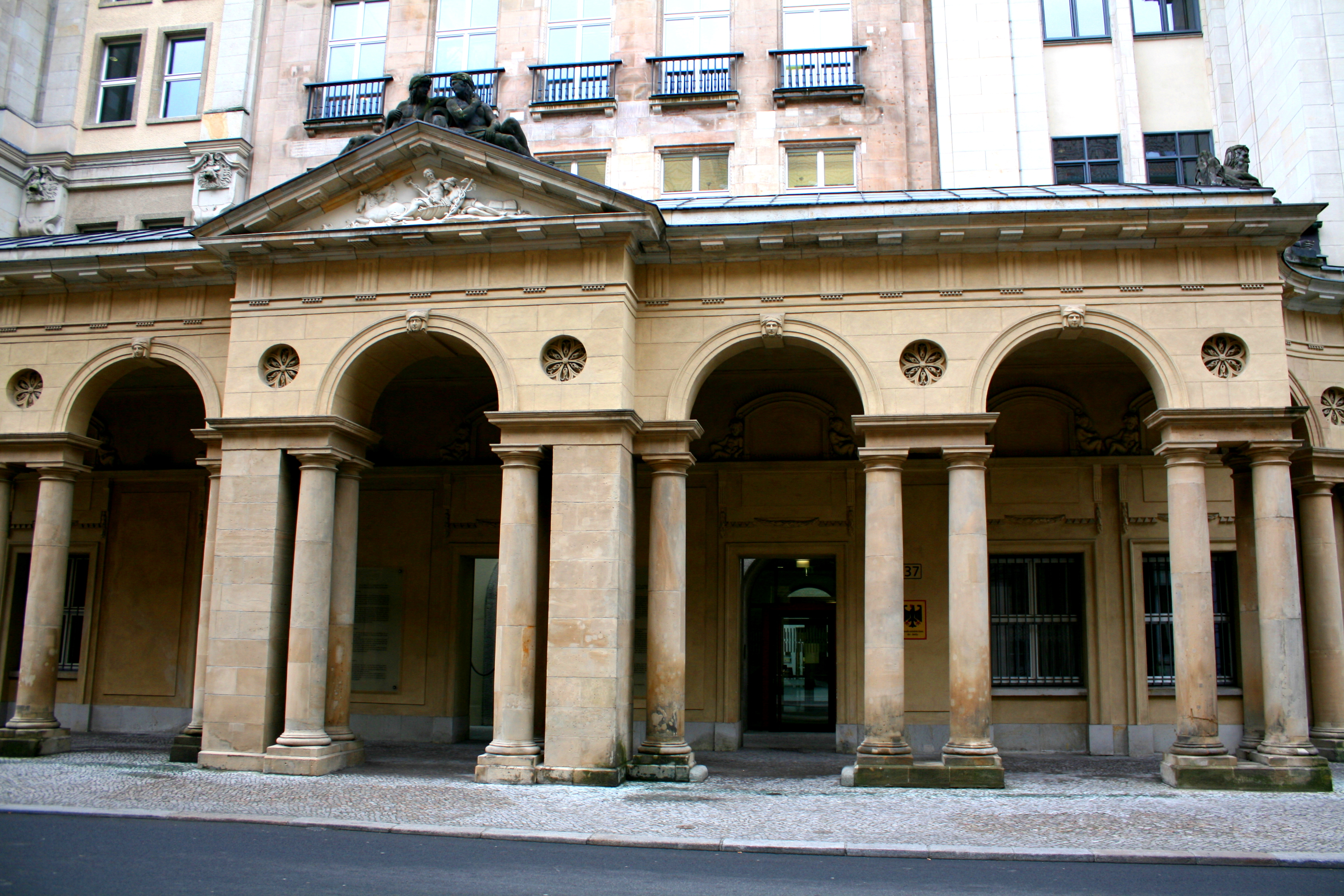
Berlin

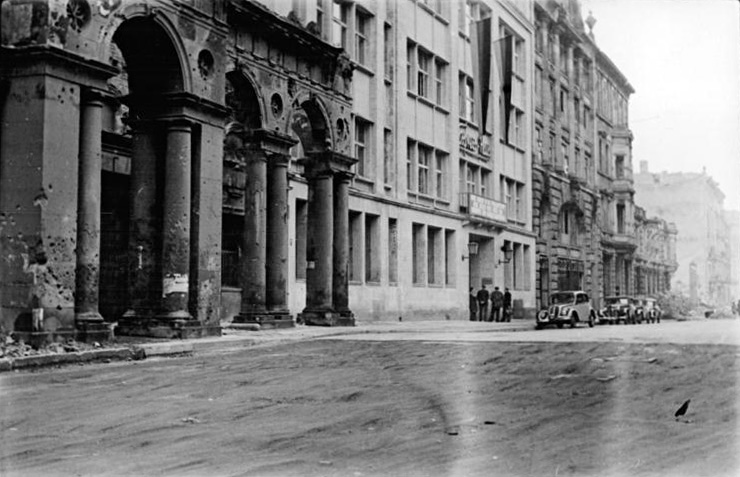
Kriegsschäden an den Mohrenkolonnaden, 1950

Der Architekturstil der Kolonnaden wird der Übergangsperiode zwischen Barock und Klassizismus zugerechnet. Sie sind aus Sandstein gefertigt und tempelartig ausgeführt: Doppel-Säulen im dorischen Stil werden von einem Baufeld abgeschlossen, das die antiken Triglyphen der griechischen Tempelbauten simuliert. Das Mittelteil bildet einen Risalit und wird von einem Portikus bekrönt. Ein kräftiges Dachgesims schließt die sieben offenen Rundbögen ab, in den Bogenscheiteln sind Frauenköpfe als Schlusssteine eingearbeitet. Die schmückenden Details der Kolonnaden wurden nach Entwürfen von Bernhard Rode in der königlichen Bildhauerwerkstatt von Antoine Tassaert (nach dessen Tod übernommen durch Johann Gottfried Schadow) ausgeführt. In den dreieckigen Giebelfeldern (Tympani) sind die Götter Merkur / Pluto und Merkur / Neptun und über den Rundbögen an den Kolonnadenenden liegende Figuren als Flussgötter dargestellt. Sie symbolisieren die damals bekannten Erdteile: im Norden Europa (Donau) und Afrika (Nil), im Süden Amerika (Rio de la Plata) und Asien (Ganges). Dem Portikus jeder Kolonnade sitzt ein Figurenpaar auf, das die lokalen, preußischen Flüsse Spree / Oder (Nordkolonnade) und Havel / Nuthe (Südkolonnaden) symbolisiert. Rosetten schmücken die Felder zwischen den Rundbögen. Die beiden letzten Rundbögen schwingen zur Gebäudefront zurück und schließen direkt an die Hauswände an.

## Gebäude in der unmittelbaren Nachbarschaft
Das Gebäude hinter der südlichen Mohrenkolonnade ließ der in Lichterfelde ansässige Rentier Oswald Prause 1912–1914 nach Plänen des Architekten Ludwig Otte errichten. Der nach seinem Eigentümer Prausesches Haus oder Prausenhof genannte Bau mit zwei Innenhöfen ist ein Zeugnis der typischen Berliner Gewerbearchitektur vom Beginn des 20. Jahrhunderts.
In den 1920er, 1930er und 1940er Jahren waren hinter den Kolonnaden-Eingängen folgende Einrichtungen zu finden:
- in Nummer 37 der Textilbetrieb von Graumann & Stern (Damenmäntel), daneben das Prausesche Haus mit einer Waschanstalt, als Verwalter wird der Kaufmann W. Prause genannt,
- in Nummer 37a mehrere Konfektionsbetriebe,
- in Nummer 40 Verkaufskontore,
- Nummer 41 war die 10. Volksschule der Stadt Berlin, beherbergte aber auch eine Handelsschule und weitere Mieter bzw. Nutzer.[7]

Im Jahr 1943 trat die Berlinische Bodengesellschaft als Eigentümerin des Hauses Mohrenstraße 37a auf, in dem weiterhin Konfektionsbetriebe ansässig waren, das Haus 40 war im Besitz der Viktoria-Versicherung, hier befanden sich weitere Kleiderfabriken und Speditionen. Das Haus Nummer 41 beherbergte nunmehr eine Berufsschule für Industriekaufleute II (= weibliche Lehrlinge) der Reichshauptstadt Berlin und weitere Nutzer.
Im Gebäudekomplex Mohrenstraße 36/37 befand sich während der DDR-Zeit das Internationale Pressezentrum, in dem auf einer Pressekonferenz am 9. November 1989 Günter Schabowski neue Reiseregelungen für DDR-Bürger bekanntgab. Seine Äußerungen führten zum Massenansturm auf die Grenze zu West-Berlin und damit letztlich zum Fall der Berliner Mauer. Auch das Amt für Erfindungs- und Patentwesen der DDR befand sich hier. Der Gebäudekomplex wurde nach dem Beschluss zum Umzug der deutschen Regierung nach Berlin (Bonn-Berlin-Gesetz) umgebaut und fungiert inzwischen als ein Sitz für das Bundesministerium der Justiz und für Verbraucherschutz. Der Umbau des Komplexes und die Errichtung von Neubauten auf dem Gelände erfolgten durch das Düsseldorfer Architekturbüro Eller und Eller (E + E).
Im Gebäude Mohrenstraße 40/41 befinden sich u. a. das Institut für Europäische Ethnologie, das August-Boeckh-Antikezentum und das Berliner Institut für empirische Integrations- und Migrationsforschung (BIM) der Humboldt-Universität (Stand: November 2024).